# Sopa de lentilhas
A sopa de lentilhas é um prato típico da culinária do Oriente Médio, de onde aparentemente é originário este legume.  Existem variedades de lentilha castanha, amarela, vermelha, verde e negra, o que permite uma grande gama de possibilidades para a sopa; esta pode também ser feita apenas com vegetais, ou começar por uma base de carne. 